# Грисьо, Максим Иосифович
Макси́м Ио́сифович Грисьо́ (укр. Макси́м Йо́сипович Грисьо́; род. 14 мая 1996, Чишки, Львовская область) — украинский футболист, полузащитник клуба «Оболонь».

## Биография

### Ранние годы
Начал играть в футбол в юношеской команде родного села под руководством тренера Романа Галуна. Далее обучался в футбольных школах «Руха» из Винников и «Львова» а затем в ДЮСШ «Карпаты» Львов, за которые в чемпионате ДЮФЛ провел 76 матчей и забил 20 голов.

### Клубная карьера
С 2013 года начал привлекаться к играм юношеской — 29 игр, 4 мячей и молодёжной — 47 игр, 6 мячей, команд «Карпат». 23 июля 2016 года дебютировал в Премьер-лиге в игре против «Стали» из Каменского, выйдя в стартовом составе.
10 сентября 2020 года подписал контракт с клубом «Львов». Контракт рассчитан на 2 года с опцией продления ещё на год. 12 сентября 2020 года дебютировал за «Львов» в рамках 2-го тура Украинской Премьер-Лиги в выездном матче против «Колоса» (0:4), отыграв 90 минут. 22 ноября 2020 года забил свой первый гол за «Львов», отличившись в выездном матче 10-го тура УПЛ против «Десны» (1:0) на 21-й минуте, принеся победу своей команде.